# 莊世平
莊世平，大紫荊勳賢（1911年1月20日—2007年6月2日），男，廣東普寧人，泰國華僑，香港南洋商業銀行及澳門南通銀行創辦人。

## 生平
1911年生於廣東省普寧縣果隴村一個僑商之家，16歲時與本縣洪陽鎮林影平結婚。莊世平從上海浦東中學畢業後，到北平就讀由孫中山創辦的中國大學經濟系，師從翻譯《資本論》的陳豹隱教授，以及施存統、侯外廬、杜國庠等左翼學界名家，在1934年畢業。

### 抗日救國
畢業後應友人之邀，到泰國曼谷崇實中學任教，其後在曼谷新民學校、中華中學相繼任教師、教務主任、訓育主任、代理校長，培養華僑子弟。中国抗日战争爆發後，莊世平時任「泰國華僑抗日聯合會」常委，將華僑捐獻的抗日資金、物資送往中國國內抗日前線。為避開泰國國內的日軍勢力的通緝，莊世平出走馬來西亞、新加坡，旋即又以曼谷《中原日報》記者身份前往緬北高原、滇西峽谷考察滇緬公路，撰寫《滇緬公路考察報告》和《中國得道多助，抗戰必勝》等通訊，激發華僑的抗日救亡情緒。
東南亞抗日形勢日益嚴峻，莊世平流亡老撾他曲、越南東興和中國廣西柳州。1941年莊世平招股集資成立「合盛商行」，分支遍及東南亞和中國戰時大後方，經營僑匯兌換和物資貿易，將收益兌成黃金或購買醫藥物資，輾轉送回中國支援抗戰。不久，莊世平在中國重慶紅岩村第十八集團軍辦事處與老友許滌新重逢，受委派到越南河內組建「安達公司」。二戰勝利後莊世平重返曼谷，「安達公司」在當地代理蘇聯電影發行及經銷蘇聯化工、醫藥等商品。隨著越南戰爭的臨近，安達在河內總部和西貢分公司撤退到香港。

### 創辦南洋商業銀行
1949年12月14日莊世平靠借來的1萬美元創辦南洋商業銀行，在香港中環德輔道中167號開業，當日莊世平掛起了香港島上第一面五星紅旗。翌年，又在澳門籌辦南通銀行(現稱中國銀行澳門分行)。1950年，南洋商业银行资金陷入困难，庄世平向郑铁如借入200万港元维持。
莊世平自創辦南洋商業銀行起即出任董事長兼總經理，並歷任中國銀行港澳管理處副主任、華僑商業銀行常務董事、集友銀行副董事長及僑光置業有限公司董事長。1986年，莊世平退休之後，也榮任南洋商業銀行名譽董事長及中國銀行名譽副董事長。

### 建設潮汕
1980年5月24日「汕頭大學籌委會」經中共廣東省委批准正式成立，省委書記吳南生任籌委會主任，莊世平任籌委會副主任。在莊世平的引領下，李嘉誠和夫人莊月明獨資創辦汕大，三期工程相繼完工，總建築面積為26.6萬平方米。其後續有泰國辜炳標、香港黃子明、羅鷹石等捐資2500萬港元興建「普宁華僑醫院」；黃子明再斥資1200多萬港元捐建「明華體育館」和「明華公園」；泰國實業家張錦程捐資1000多萬港元建起「普寧職業學校」；香港實業家羅志清以600多萬港元捐建「英才中學」。 

### 出任公職
莊世平也曾出任第二至六屆全國人大代表、第六屆全國人大華僑委員會委員、第七、八、九屆全國政協常务委员、中華全國歸國華僑聯合會副主席及中華海外聯誼會副會長、香港特別行政區第一屆政府推選委員會委員等職務。1997年7月獲香港特別行政區政府頒授大紫荊勳章。妻林影平晚年患老人癡呆症，莊時常晚上親手餵飯

### 辭世
莊世平因為心律衰竭，於2007年6月2日凌晨2時29分在香港逝世，終年96歲，在深圳大鵬灣華僑永遠墓園安葬。

## 评价
莊世平是南洋商業銀行創辦人，又是從全國政協常委的高位退下，一生與巨賈高官打交道，沒有個人房產及企業，一直到他離世時，都還居住於香港中銀提供在跑馬地荷塘道有52年樓齡的陳舊宿舍。莊世平四個兒子和兩個女兒，沒有一個在政界和商界出任要職，他的長子莊榮敘到退休前也不過是以租車送貨、開巴士維生的普通香港人。

## 家庭
妻子：林影平
子女：
- 莊榮敘
- 莊耀植
- 莊榮新
- 莊榮光
- 莊如明
- 莊耀華[5]

## 外部連結
- 庄世平：一位银行家的大半生追求
- 侨领庄世平：抗日救国·港岛办银行·特区智囊 （页面存档备份，存于）